# Berhane Adere
Berhane Adere (ur. 21 lipca 1973 w Shewie) – etiopska lekkoatletka długodystansowa. W 2001 roku zdobyła brązowy medal w półmaratonie w Bristolu.
W 2002 roku wygrała półmaraton odbywający się w Brukseli. W 2006 roku ustanowiła swój rekord życiowy w maratonie wynoszący 2:20:42 (były rekord Etiopii).
Była halowa rekordzistka świata w biegach na 3000 i 5000 metrów.